# Cyclophora albiocellaria
Cyclophora albiocellaria är en fjärilsart som beskrevs av Jacob Hübner 1789. Cyclophora albiocellaria ingår i släktet Cyclophora och familjen mätare. Inga underarter finns listade i Catalogue of Life.

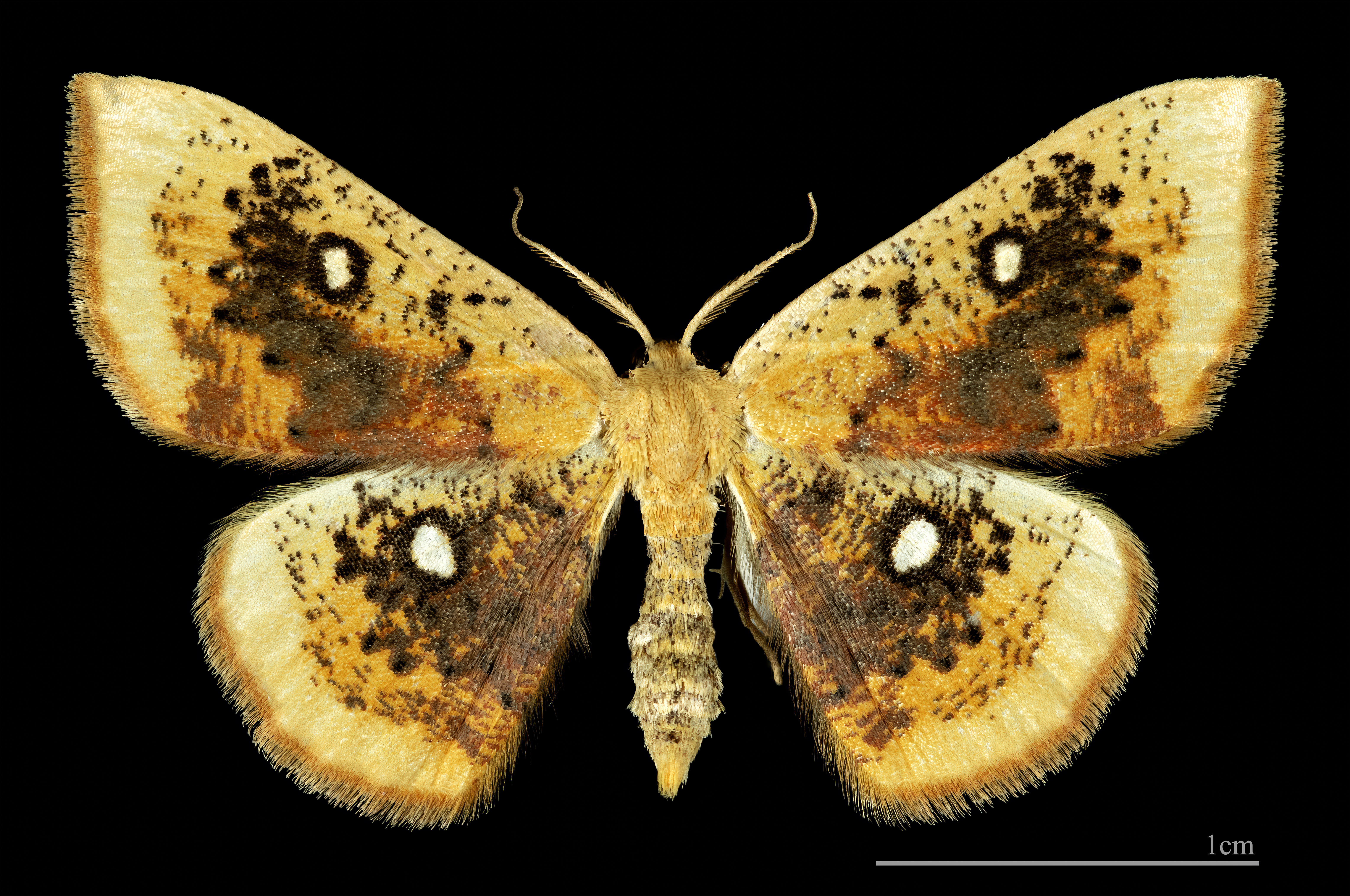
♂
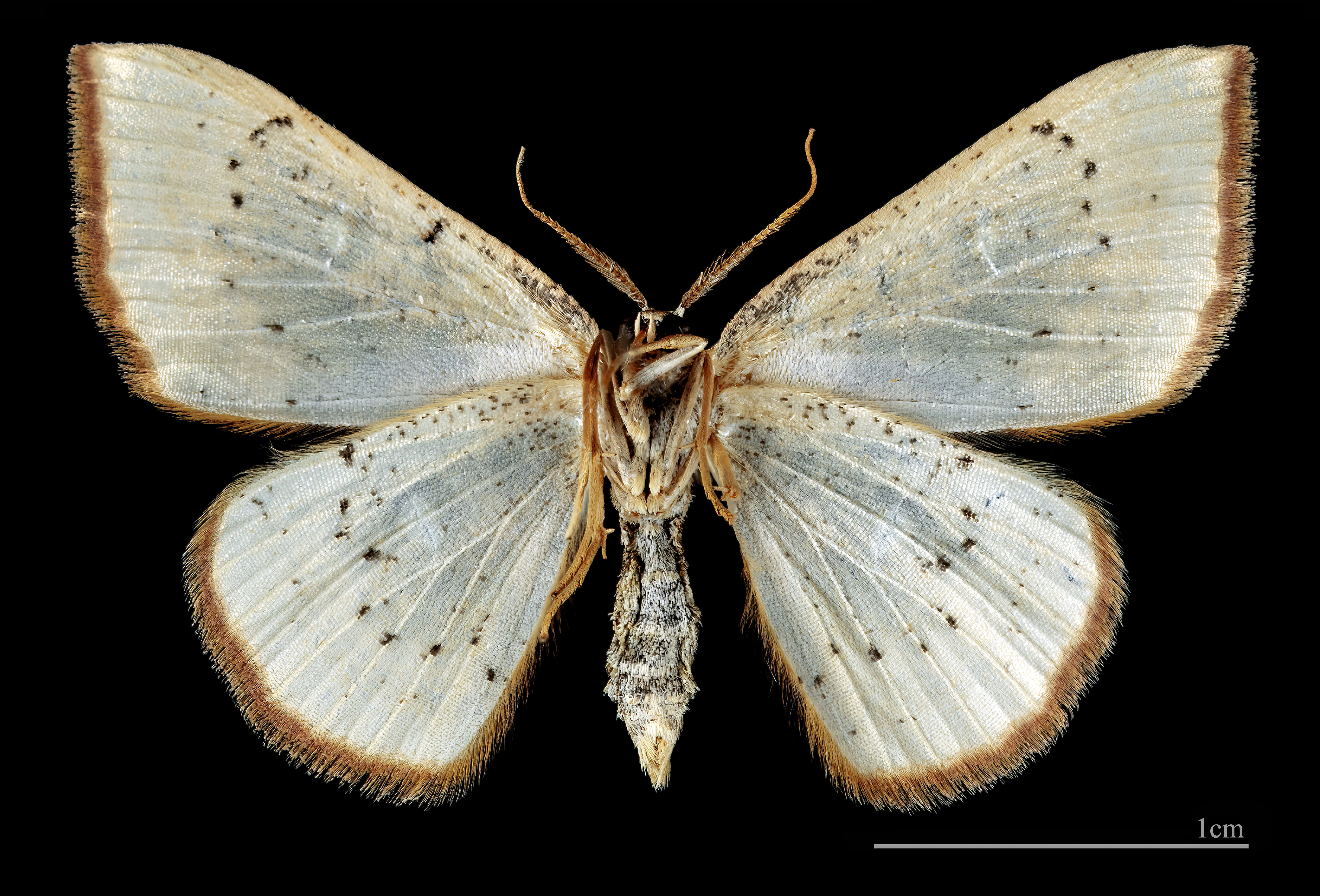
♂ △